# Hela Sverige bakar, säsong 5 (2016)
Den femte säsongen av Hela Sverige bakar spelades återigen in på Taxinge-Näsby slott. I denna säsongen flyttades sändningen från Sjuan till TV4 och sändes mellan 27 september till 29 november 2016 med programtiden 20:00 på tisdagar. Tilde de Paula Eby, Birgitta Rasmusson och Johan Sörberg återvände som programledare respektive jury.
Utöver avsnitten sändes det även extra avsnitt via TV4 Play där vinnaren av den andra säsongen av kändis-versionen Rickard Söderberg bakade sina versioner av paradbaken, tillsammans med en deltagare från denna säsongen.
Vinnaren av denna säsongen blev 28-årige kundansvarige Shireen Selfelt från Stockholm som fick titulera sig som Sveriges bästa hemmabagare samt utge sin egen bakbok.

## Deltagare
| Deltagare         | Ålder | Bostad    | Sysselsättning     | Resultat                          |
| ----------------- | ----- | --------- | ------------------ | --------------------------------- |
| Jacob Lövin       | 22    | Båstad    | Kock               | Ute ur tävlingen efter avsnitt 1. |
| Erika Lindgren    | 32    | Göteborg  | Sjukpensionär      | Ute ur tävlingen efter avsnitt 2. |
| Johan Lundbäck    | 26    | Göteborg  | Butikschef         | Ute ur tävlingen efter avsnitt 3. |
| Ada Booshi        | 19    | Göteborg  | Studerande         | Ute ur tävlingen efter avsnitt 4. |
| Axel Andersson    | 18    | Örebro    | Studerande         | Ute ur tävlingen efter avsnitt 6. |
| Linda Gidlund     | 44    | Uppsala   | Konstnär           | Ute ur tävlingen efter avsnitt 6. |
| Emma Skarin       | 32    | Stockholm | Informationsledare | Ute ur tävlingen efter avsnitt 7. |
| Hanna Nilsson     | 59    | Ängelholm | Arbetsförmedlare   | Ute ur tävlingen efter avsnitt 8. |
| Ida Karlsson      | 33    | Gnesta    | Dagmamma           | Ute ur tävlingen efter avsnitt 9. |
| Erik Dahlin       | 25    | Göteborg  | Studerande         | Andra plats, efter avsnitt 10.    |
| Isabelle Aderheim | 26    | Vaxholm   | Egenföretagare     | Andra plats, efter avsnitt 10.    |
| Shireen Selfelt   | 28    | Stockholm | Kundansvarig       | Sveriges bästa hemmabagare 2016   |

## Sammanfattning
| Plats | Deltagare | Avsnitt  | Avsnitt    | Avsnitt  | Avsnitt   | Avsnitt    | Avsnitt     | Avsnitt    | Avsnitt     | Avsnitt     | Avsnitt  |
| Plats | Deltagare | 1 Tårtor | 2 Småkakor | 3 Bröd   | 4 Choklad | 5 Bakelser | 6 Desserter | 7 Sötebröd | 8 Munsbitar | 9 Semifinal | 10 Final |
| ----- | --------- | -------- | ---------- | -------- | --------- | ---------- | ----------- | ---------- | ----------- | ----------- | -------- |
| 1     | Shireen   | ☆        |            |          |           |            |             | ☆          | ☆           |             | Vinnare  |
| 2     | Erik      |          |            |          |           |            |             |            |             | ☆           | Tvåa     |
| 2     | Isabelle  |          | ☆          |          |           |            |             |            |             |             | Tvåa     |
| 4     | Ida       |          |            |          |           | ☆          | ☆           |            |             | Utslagen    |          |
| 5     | Hanna     |          |            |          |           |            |             |            | Utslagen    |             |          |
| 6     | Emma      |          |            |          |           |            |             | Utslagen   |             |             |          |
| 7     | Linda     |          |            | ☆        |           |            | Utslagen    |            |             |             |          |
| 8     | Axel      |          |            |          | ☆         |            | Utslagen    |            |             |             |          |
| 9     | Ada       |          |            |          | Utslagen  |            |             |            |             |             |          |
| 10    | Johan     |          |            | Utslagen |           |            |             |            |             |             |          |
| 11    | Erika     |          | Utslagen   |          |           |            |             |            |             |             |          |
| 12    | Jacob     | Utslagen |            |          |           |            |             |            |             |             |          |

1. ↑  Ingen åkte ut efter det femte avsnittets tekniska utmaning, utan istället åkte två deltagare ut efter sjätte avsnittet.

| ☆ – Deltagaren blev veckans stjärnbagare och gick vidare i tävlingen. – Deltagaren gick vidare i tävlingen. Utslagen – Deltagaren åkte ut ur tävlingen efter det avsnittet. Vinnare – Deltagaren vann Hela Sverige bakar. Tvåa – Deltagaren slutade på en andra plats. |

### Utmaningar
Avsnitt 1 – 27 september 2016
- Paradbak: Deltagarna skulle baka en klassisk tårta i modern tappning på en och en halv timme.
- Teknisk utmaning: Deltagarna skulle baka en Pride-tårta enligt Rickard Söderbergs recept på två timmar.

Avsnitt 2 – 4 oktober 2016
- Paradbak: Deltagarna skulle baka tre olika sorters av småkakor på 75 minuter.
- Teknisk utmaning: Deltagarna skulle baka en dubbel småkaka enligt en annan deltagares recept på en timme.

Avsnitt 3 – 11 oktober 2016
- Paradbak: Deltagarna skulle baka fyra olika sorters kuvertbröd på två timmar.
- Teknisk utmaning: Deltagarna skulle baka två olika sorters bretzells på en timme och 45 minuter.

Avsnitt 4 – 18 oktober 2016
- Paradbak: Deltagarna skulle baka tre olika sorters biskvier på två timmar.
- Teknisk utmaning: Deltagarna skulle baka tre stycken chokladtartes på två timmar.

Avsnitt 5 – 25 oktober 2016
- Paradbak: Deltagarna skulle baka två olika sorters bakelser och på två timmar. Bakelserna skulle ha smak av antingen peppar eller lakrits samt att en av bakelserna skulle vara skuren. De skulle presentera tre stycken av varje sort.
- Teknisk utmaning: Deltagarna delades in i par och skulle baka tolv stycken éclairer, och presentera sex olika varianter med två av varje variant på två timmar.

Avsnitt 6 – 1 november 2016
- Paradbak: Deltagarna skulle baka en valfri dessert som skulle vara krämig, krispig och ha en stor smakvariation. Tiden de hade var en och en halv timme.
- Teknisk utmaning: Deltagarna skulle baka snöägg på en timme. Edward Blom medverkade som gäst i denna utmaning.

Avsnitt 7 – 8 november 2016
- Paradbak: Deltagarna skulle baka tre olika sorters bullar och tolv stycken vardera på två timmar, och de skulle förädla den klassiska bullens smak och form.
- Teknisk utmaning: Deltagarna skulle baka så många struvor som möjligt, enligt ett gammaldags recept med öl, på totalt en timme.

Avsnitt 8 – 15 november 2016
- Paradbak: Deltagarna skulle baka två olika sorters munsbitar, åtta stycken vardera på en timme och 45 minuter. Munsbitarna skulle antingen vara toppad med maräng eller ha en nötbotten, och en av dem skulle vara smaksatt med te.
- Teknisk utmaning: I denna utmaning fanns inget recept, utan deltagarna hade endast ingredienser att utgå efter. De skulle baka ett valfritt kreativt bakverk med åtminstone en från varje kategori på två timmar.

Avsnitt 9 – 22 november 2016
- Paradbak: Deltagarna skulle baka ett varsitt ymnighetshorn som de skulle fylla med ätbara små bakelser, på tre och en halv timme.
- Teknisk utmaning: Denna utmaning bestod av tre olika utmaningar som behövde klaras av som en stafett inom 50 minuter; Deltagarna skulle stryka vispad grädde och täcka en tårtbotten med marsipan, vispa italiensk maräng och dekorera en citrontarte, och sist temperera choklad för att doppa praliner i.

Avsnitt 10 – 29 november 2016
- Paradbak: Deltagarna skulle baka en varsin bröllopstårta som skulle räcka till 30 personer, på fyra och en halv timme.
- Teknisk utmaning: Deltagarna skulle baka sju stycken goodie bags på två timmar, och skulle innehålla chokladkakor, knäckebröd, scones, sylt och vispat smör.

## Tittarsiffror
| Avsnitt | Datum             | Tittarsiffror |
| ------- | ----------------- | ------------- |
| 1       | 27 september 2016 | 727 000       |
| 2       | 4 oktober 2016    | 688 000       |
| 3       | 11 oktober 2016   | 655 000       |
| 4       | 18 oktober 2016   | 695 000       |
| 5       | 25 oktober 2016   | 751 000       |
| 6       | 1 november 2016   | 851 000       |
| 7       | 8 november 2016   | 832 000       |
| 8       | 15 november 2016  | 804 000       |
| 9       | 22 november 2016  | 708 000       |
| 10      | 29 november 2016  | 873 000       |

## Källhänvisningar
1. ↑  ”Mediamätning i Skandinavien”. Arkiverad från originalet den 21 februari 2016. https://web.archive.org/web/20160221070857/http://hottoptv.mms.se/.